# Olga Graf
Pour les articles homonymes, voir Graf.
Olga Graf, née le 15 juillet 1983 à Omsk (Russie), est une patineuse de vitesse russe. Elle a notamment remporté la médaille de bronze de l'épreuve du 3 000 mètres puis de la poursuite par équipes aux Jeux olympiques d'hiver de 2014 à Sotchi.

## Carrière sportive
À la suite des affaires de dopage visant principalement les sportifs russes, Olga Graf décide de ne pas se rendre à Pyeongchang pour les Jeux Olympiques bien que le Comité international olympique l'ait autorisée à concourir sous bannière neutre.

## Palmarès en patinage de vitesse
- Jeux olympiques
  -  Médaille de bronze du 3 000 mètres aux Jeux olympiques d'hiver de 2014 à Sotchi.
  -  Médaille de bronze de la poursuite par équipes aux Jeux olympiques d'hiver de 2014 à Sotchi.